# مگان لی (بازیگر)
مگان لی (به انگلیسی: Megan Lee) (زاده ۱۸ سپتامبر ۱۹۹۵) بازیگر، خواننده و کارگردان آمریکایی است.